# 523

## Decese
- 6 august: Papa Hormisdas  (n. 450)